# Чимбаев, Ернар Садитович
Ернар Сабитович Чимбаев  (род. 13 апреля 1988 года в Нукусе, Каракалпакская АССР, СССР) — казахстанский профессиональный игрок в русский бильярд, мастер спорта международного класса РК. Является известным и успешным игроком в русский бильярд современности. Достиг двукратного титула чемпиона мира по пирамиде в 2010 и 2022 годах. Кроме того, он также стал победителем Кубка Кремля и выиграл ряд других крупных турниров. Его достижения сделали его одним из наиболее известных и талантливых игроков в русский бильярд в мире. Женат, воспитывает сына.

## Наиболее значимые достижения в карьере
- Чемпионат мира (золото) — 2010, 2021
- Чемпионат мира (серебро) — 2014, 2015, 2016
- «Кубок Кремля» (золото) — 2022
- Чемпион Казахстана (золото) — 2010, 2012, 2013, 2016
- Чемпион Казахстана (серебро) — 2011, 2014, 2017

Один из лучших игроков мира в коммерцию (русский бильярд)